# Teoria analitica dei numeri
La teoria analitica dei numeri è un settore della teoria dei numeri che utilizza metodi dell'analisi matematica.
Il suo primo grande successo, dovuto a Dirichlet, fu l'applicazione dell'analisi per dimostrare l'esistenza di infiniti numeri primi in una qualsiasi progressione aritmetica. Un'altra pietra miliare è stata la dimostrazione del teorema dei numeri primi basato sulla funzione zeta di Riemann.
Oltre a Dirichlet, i principali matematici che hanno contribuito allo sviluppo della teoria analitica dei numeri sono stati 
- Eulero, con la dimostrazione della divergenza della serie dei reciproci dei primi.
- Bernhard Riemann, con l'introduzione della funzione zeta di Riemann.
- Ivan Matveevich Vinogradov, con la parziale dimostrazione della congettura debole di Goldbach.
- Godfrey Harold Hardy e John Edensor Littlewood, con il metodo del cerchio.

L'organizzazione concettuale della materia rimane simile a quella dei tempi d'oro degli anni trenta. La teoria dei numeri moltiplicativa tratta della distribuzione dei numeri primi, applicando le serie di Dirichlet come funzioni generatrici. Si presume che i metodi verranno un giorno applicati alla generale funzione L, sebbene tale teoria sia in gran parte fatta di congetture. Alla teoria dei numeri additiva appartengono alcuni problemi tipici come la congettura di Goldbach e il problema di Waring.
I metodi sono in qualche modo cambiati. Il metodo del cerchio di Hardy e Littlewood era concepito in modo da applicarsi alle serie di potenze vicino al cerchio unitario nel piano complesso; ora viene pensato invece in termini di somme esponenziali finite (cioè, sul cerchio unitario, ma con le serie di potenze troncate). Il metodo delle approssimazioni diofantee è necessario per funzioni ausiliarie che non siano funzioni generatrici - i coefficienti sono costruiti mediante l'uso del principio dei cassetti - e coinvolge più variabili complesse. Lo studio delle approssimazioni diofantee e della teoria della trascendenza si sono evoluti a tal punto che tali tecniche sono state applicate alla congettura di Mordell.
Il maggior singolo cambiamento dopo il 1950 è stato lo sviluppo del metodo del crivello come strumento ausiliario, in particolare in problemi moltiplicativi. Questi problemi sono di natura combinatoria e molto varia. Molto citati sono anche gli utilizzi della teoria dei numeri probabilistica - asserti circa la forma della distribuzione casuale dei primi, per esempio. Un estremo di questa branca della combinatorica è stato di conseguenza molto influenzato dal valore attribuito in teoria dei numeri analitica ai (spesso separati) limiti superiori e inferiori quantitativi.

## Metodo del cerchio
Il principale metodo della teoria analitica dei numeri per studiare problemi additivi è il metodo del cerchio introdotto negli anni '20 dai matematici Hardy e Littlewood. Il funzionamento del metodo del cerchio è il seguente: si vuole trovare una formula per il numero di soluzioni dell'equazione
{\displaystyle n=a_{1}+a_{2}+a_{3}+\dots +a_{k},}
con
{\displaystyle a_{1},a_{2},\dots ,a_{k}\in A,}
dove {\displaystyle A} è un insieme infinito di interi. Si considera la funzione generatrice di {\displaystyle A}
{\displaystyle f\left(x\right)=\sum _{n=1}^{\infty }a_{n}x^{n}}
e la si eleva alla {\displaystyle k}-esima potenza. Per il prodotto di Cauchy si ottiene
{\displaystyle f\left(x\right)^{k}=\sum _{n=1}^{\infty }r_{k}\left(n\right)x^{n},}
dove
{\displaystyle r_{k}\left(n\right)=|\lbrace a_{1},a_{2},\dots ,a_{k}:a_{1}+a_{2}+\dots +a_{k}=n\,\,a_{i}\in A\rbrace |.}
Quest'ultima è proprio l'espressione per il numero di soluzioni di {\displaystyle n} somma di {\displaystyle k} elementi di {\displaystyle A.} Utilizzando il teorema di Cauchy si ricava
{\displaystyle r_{k}\left(n\right)={\frac {1}{2\pi i}}\int _{C}{\frac {f\left(x\right)^{k}}{x^{k+1}}}dx,}
dove l'integrale esteso alla circonferenza {\displaystyle C} con centro nell'origine del piano complesso e raggio minore di 1. Tale metodo è stato successivamente semplificato da Vinogradov con l'utilizzo della funzione esponenziale complessa definita come
{\displaystyle e\left(x\right)=e^{2\pi ix}.}
Tale funzione è ortogonale nell'intervallo {\displaystyle [0,1]}:
{\displaystyle \int _{0}^{1}e\left(ax\right)e\left(-bx\right)dx={\begin{cases}1,&{\text{se }}a=b,\\0,&{\text{altrimenti,}}\end{cases}}}
quindi
{\displaystyle r_{k}\left(n\right)=\int _{0}^{1}f\left(e\left(x\right)\right)^{k}e\left(-nx\right)dx.}